# .bg
.bg je internetová národní doména nejvyššího řádu pro Bulharsko. Je spravovaná Register.bg.
Na tuto doménu se mohou registrovat pouze firmy a společnosti sídlící v Bulharsku nebo mezinárodní společnosti pro svou obchodní prezentaci v zemi. Adresy registruje Bulharský patentový úřad.
Kvůli ceně domény .bg je mnoho bulharských stránek registrováno pod doménami .com, .org nebo .net.

## .бг
.бг je internetová národní doména nejvyššího řádu Bulharska v cyrilici. Je spravovaná imena.bg